# Charlie y el gran ascensor de cristal
Charlie y el gran ascensor de cristal es un libro infantil escrito por el autor británico Roald Dahl, y continuación de la obra Charlie y la fábrica de chocolate. En un principio el autor quería publicar un solo libro, pero su editor le hizo dividirlo en dos, el anterior mencionado y este. A diferencia del primer libro que tiene varias adaptaciones cinematográficas, Charlie y el gran ascensor de cristal nunca ha sido adaptado a un medio visual. Sin embargo, fue adaptado para audio por Puffin Audio Books, protagonizado por Neil Answych como Charlie Bucket y Gordan Fairclough como Willy Wonka, y la segunda mitad de una adaptación de la BBC para Radio 4 en 1983.

## Argumento
Después de heredar la fábrica, Charlie, junto con Willy Wonka y su familia, aborda el Gran Ascensor de Cristal para regresar a la fábrica de chocolate. Sin embargo, cuando Wonka intenta elevar el ascensor lo suficientemente alto para volver, accidentalmente entran en órbita. En el espacio, se encuentran con el Hotel Espacial «U. S. A.», desocupado y flotando cerca.
Esta inesperada acción genera confusión entre los funcionarios en la Tierra, incluido el presidente de los Estados Unidos, Lancelot R. Gilligrass, quien llega a pensar que el grupo son invasores extraterrestres. Para alimentar el malentendido, Wonka canta disparates fingiendo ser un alienígena, pero la situación se complica cuando descubren que el hotel sí está habitado... por unos verdaderos alienígenas peligrosos y cambiaformas conocidos como los Knidos Vermiciosos. Estas criaturas, similares a huevos invertidos de color marrón verdoso, sorprenden a todos con su aparición.
El grupo logra escapar en el ascensor, pero uno de los Knidos los persigue y trata de romper el vehículo. El intento falla, ya que el ascensor está construido a prueba de Knidos, y la criatura acaba con un gran bulto morado en la cola. Mientras tanto, la Cápsula Conmutadora, que transporta astronautas y personal técnico hacia el hotel, se acopla como estaba previsto. Sin embargo, los Knidos atacan, devoran a varios ocupantes y dejan la cápsula varada en órbita.
El ascensor, tras dar la vuelta a la Tierra, regresa para ayudar. Wonka, Charlie y su familia logran rescatar la cápsula remolcándola con una cuerda de acero reforzado. Durante un último intento de los Knidos por capturar a los humanos, forman una cadena para arrastrarlos a su planeta, pero al ingresar en la atmósfera terrestre, son incinerados por el calor y la velocidad de reentrada. Finalmente, el ascensor libera la cápsula en un lugar seguro y aterriza atravesando el techo de la fábrica, donde son recibidos calurosamente por los Oompa-Loompas, preocupados por la prolongada ausencia de Wonka.
De vuelta en la fábrica, los tres abuelos postrados en la cama (Josephine, George y Georgina) se niegan a levantarse. Wonka les ofrece unas pastillas rejuvenecedoras llamadas Vita-Wonka, las cuales reducen la edad 20 años por cada unidad ingerida. Sin embargo, Josephine y George consumen cuatro pastillas cada uno y se convierten en bebés. Georgina, que solo tenía 78 años, también toma cuatro pastillas, desapareciendo al alcanzar los -2 años de edad. Es enviada automáticamente a un misterioso lugar llamado Menoslandia, donde residen los seres con edad negativa y donde habitan peligrosas criaturas llamadas Gnoolis, capaces de convertir a otros en seres de edad negativa.
Para rescatarla, Charlie y Wonka descienden en el ascensor hasta Menoslandia, la encuentran y le administran Wonka-Vita, el antídoto del Vita-Wonka, que envejece 20 años por cada gota. Aunque logran traerla de vuelta, calculan mal la dosis, y Georgina regresa con la increíble edad de 358 años. Por suerte, logran determinar su edad exacta y equilibrar el efecto con Vita-Wonka para devolverla a sus 78 años. Lo mismo hacen con los bebés George y Josephine, devolviéndolos a su edad normal al administrarles cuatro gotas de Wonka-Vita.
Justo después, el presidente Gilligrass envía una carta agradeciendo al grupo por su valentía al salvar a los ocupantes de la Cápsula Conmutadora y los invita a pasar unos días en la Casa Blanca como reconocimiento. Incluso les pide encargarse del banquete oficial. La emoción es tal que los tres abuelos, que llevaban años postrados en la cama, finalmente se levantan para unirse al viaje. Todos parten felices en un helicóptero enviado especialmente por el presidente, mientras Willy Wonka promete comprarles ropa adecuada de camino a la Casa Blanca.

## Cultura popular
La premisa de que la gente viaja en un ascensor ya se ha utilizado antes en libros infantiles. La autora neerlandesa Anna Maria Geertruida Schmidt escribió el libro Abeltje 19 años antes, que más tarde fue adaptado a la película The Flying Liftboy, con una trama similar.